# Stefano Sandrone
Stefano Sandrone (født i 1. februar 1988 i Canelli) er en italiensk hjerneforsker og en Teaching Fellow på Imperial College London.

## Liv og værker
Stefano Sandrone fik en Ph.D. i neurovidenskab ved King's College London, hvor han startede sin karriere som en Teaching Fellow’'.
In 2014 blev han valgt som ung videnskabsmand for det 64. Lindau Nobel Laureate Meeting i Physiology eller Medicine, der deltog 37 Modtagere af Nobelprisen, og optrådte i Wired bladets liste over de mest lovende italienere under 35 år.
I 2015 var han medforfatter til bogen med titlen Brain Renaissance, og dermed vandt han den toårige pris for fremragende bog i neurovidenskabens historie præsenteret af det internationale samfund for neurovidenskabens historie. Han optrådte også som en bidragyder til den 41. udgave af Gray's Anatomy.
I 2016 blev Sandrone tildelt H. Richard Tyler Award præsenteret af American Academy of Neurology, og det følgende år blev han valgt som næstformand for neurologisk afdeling i samme akademi, således blev han den yngste næstformand ved det amerikanske neurologiske laboratorium. I 2017 blev han også anerkendt som Fellow af Higher Education Academy.
Sandrone’s værker omfatter genopdagelsen af manuskriptet af det første funktionelle neuroimaging eksperiment, som har været omtalt i flere magasiner og aviser.